# Hermann Werner von Wolff-Metternich zur Gracht

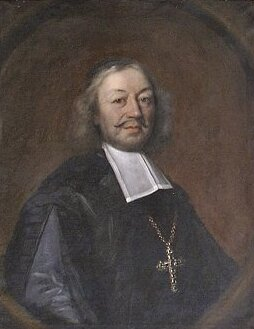
Hermann Werner Wolff-Metternich zur Gracht

Hermann Werner von Wolff-Metternich zur Gracht (* 16. August 1625 in Düsseldorf; † 21. Mai 1704 auf dem Schloss zu Neuhaus bei Paderborn) war Fürstbischof von Paderborn.  Auf Grund seiner langen Regierungszeit, seiner kirchlichen und bildungspolitischen Ausrichtung und seiner Konzentration auf sein Amt als Paderborner Landesherr gilt er als bedeutend für die Landesgeschichte des Hochstifts.

## Herkunft

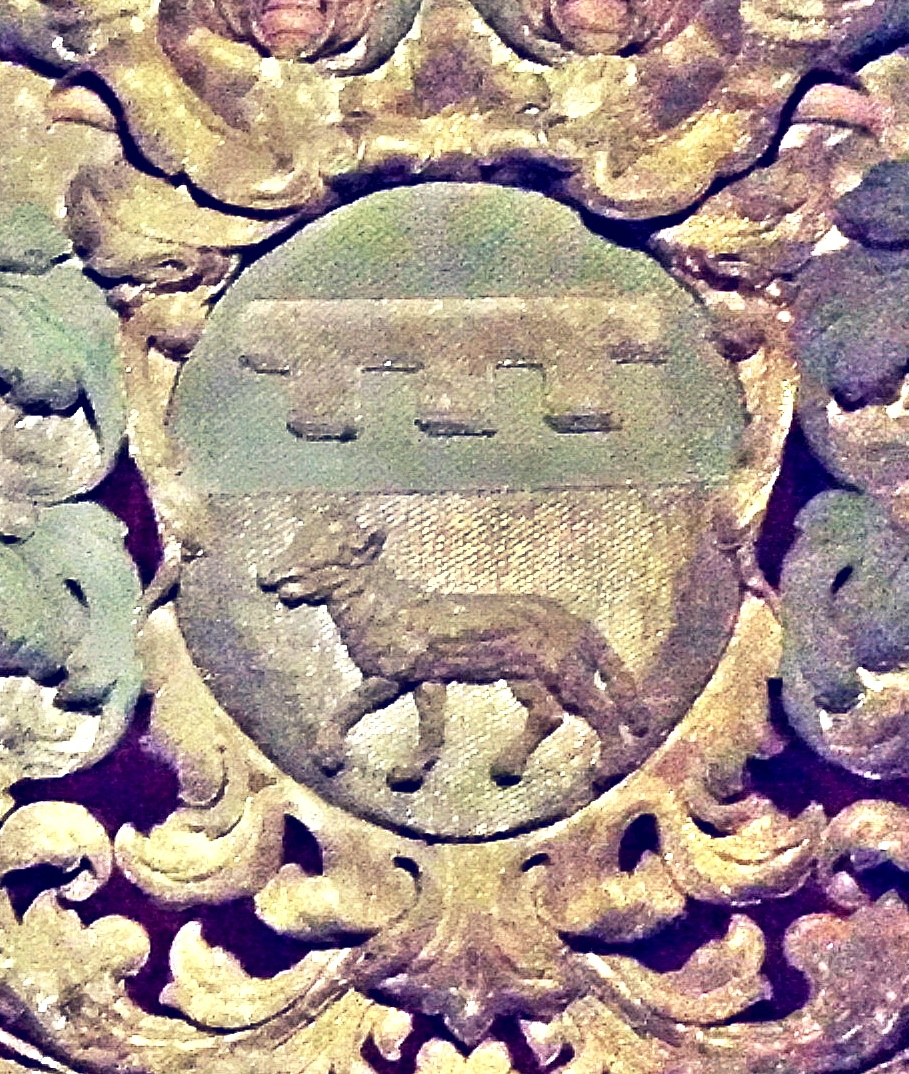
Familienwappen auf einem Pluviale seines Bruders Johann Wilhelm, im Speyerer Domschatz (um 1690)

Hermann Werner entstammte dem Geschlecht der Freiherren Wolff-Metternich zur Gracht. Sein Vater Johann Adolf Wolff Metternich zur Gracht war Geheimer Rat und Vertrauter des Herzogs Wolfgang Wilhelm von Jülich-Berg, des Kölner Kurfürst Ferdinand von Bayern und Geheimer Rat der bayrischen Kurfürsten Maximilian und Ferdinand Maria. Vom Kaiser wurde er 1637 in den Reichsfreiherrenstand erhoben. Hermann Werners Mutter war Maria Katharina von Hall, die insgesamt 16 Kinder gebar. Einer der Brüder war Johann Wilhelm Wolff von Metternich zur Gracht (1624–1694), Domdekan in Mainz, Dompropst in Mainz, Paderborn und Münster, eine Schwester Anna Adriana Wolff von Metternich zur Gracht (1621–1698), Äbtissin zu St. Maria im Kapitol, Köln.

## Leben
Sein Vater bestimmte den als siebtes Kind geborenen Hermann Werner, wie auch fünf seiner Brüder, für den geistlichen Stand. Er erhielt bereits im Alter von fünf Jahren die Tonsur. Seine Ausbildung erhielt er bei den Jesuiten in Münstereifel. Es folgten zahlreiche Auslandsaufenthalte. Hermann Werner widmete sich in seiner langen Ausbildungszeit überwiegend der Theologie. Am 26. Februar 1650 erhielt er die Niederen Weihen, am 6. März 1650 die Subdiakonatsweihe. Am 9. April 1667 wählte ihn das Paderborner Domkapitel zum Domdechanten. 1677 empfing er die Diakonsweihe, 1678 die Priesterweihe. Neben dem Paderborner Amt bekleidete er auch das Amt des Dompropstes im Hochstift Hildesheim.
Im Jahre 1687 spendete er für den überwiegend von den Freiherren Wolff-Metternich zur Gracht finanzierten Neubau der Pfarrkirche St. Alban in Liblar 400 Reichstaler für zwei neue Glocken. Auch schenkte er der Kirche zwei hochwertige Gemälde des Künstlers Johann Georg Rudolphi.

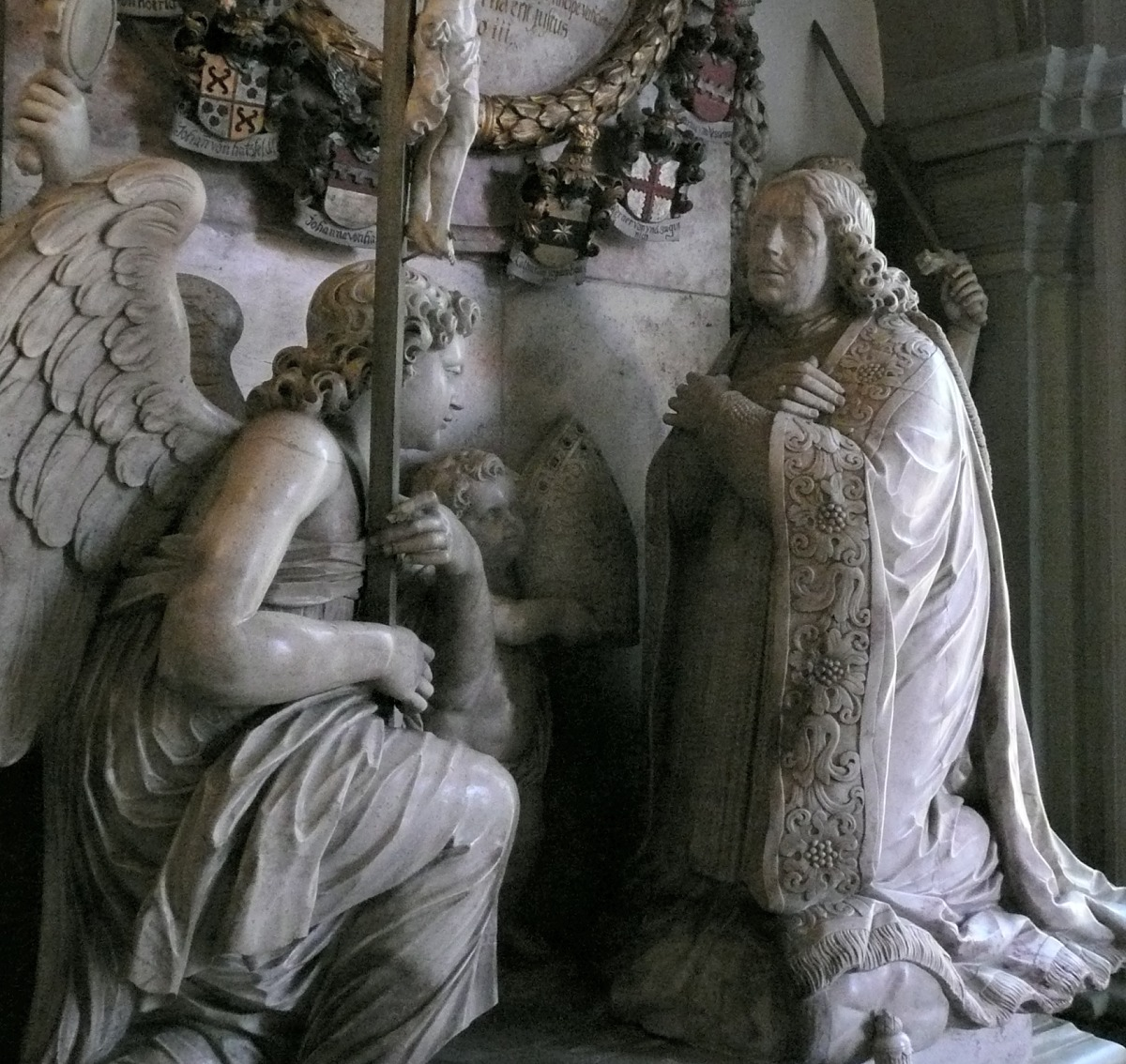
Hermann Werner, dargestellt auf dem Marmor-Grabdenkmal (Epitaph in der Elisabethkapelle im Dom zu Paderborn)

Nach dem Tod von Ferdinand II. von Fürstenberg, der in Personalunion auch das Amt des Fürstbischofs von Münster innegehabt hatte, wählte das Paderborner Domkapitel seinen Domdechanten Hermann Werner Wolff-Metternich zur Gracht zum neuen Fürstbischof. Es war wohl die Aufgeschlossenheit für das Priesteramt, die am 15. September 1683 die Wahl des Domkapitels auf ihn fallen ließ. Die Bischofsweihe spendete ihm am 10. September 1684 Friedrich von Tietzen-Schlütter, Weihbischof in Hildesheim und später Apostolischer Vikar des Nordens. Am 25. September 1684 wurde er Fürstbischof von Paderborn. Die klerikale Grundausrichtung wirkte sich auf seine Tätigkeiten als neuer Paderborner Landesherr aus. Neben umfangreichen Visitationen in den Pfarreien initiierte er auch mit Hilfe der Diözesansynoden im Hohen Dom zu Paderborn 1687 eine neue Kirchenordnung und 1687 eine neue Agende. 1699 gab er das erste liturgische Verzeichnis der Paderborner Eigenmessen, das Proprium Paderbornense heraus. Im Bildungsbereich förderte er die Jesuiten und die Paderborner Landesuniversität. Er förderte auch die weibliche Schulbildung. Für die Augustiner-Chorfrauen, die bereits mit einer Töchterschule und einer Freischule seit geraumer Zeit in der Landeshauptstadt tätig waren, ließ er Kloster und Kirche St. Michael errichten.
Als Landesherr suchte er 1691/1695 die Rechtssicherheit durch eine Veröffentlichung über das Gerichtswesen zu verbessern. 1695/1697 setzte er eine neue Zehnt- und Hofordnung in Kraft.
Kritisch wurde sein Hang zum Nepotismus gesehen. Sein Neffe Wilhelm Hermann Ignatz Wolff-Metternich zur Gracht wurde Kämmerer im Domkapitel und Propst am Busdorfstift. Einen weiteren Neffen, Hieronymus Leopold von Wolff-Metternich zur Gracht zu Wehrden, ernannte er zum Geheimen Rat und Oberstallmeister. Ein dritter Neffe, Franz Arnold Josef von Wolff-Metternich zur Gracht, wurde bereits ein Jahr vor dem Tode Hermann Werners zu seinem Nachfolger bestimmt.

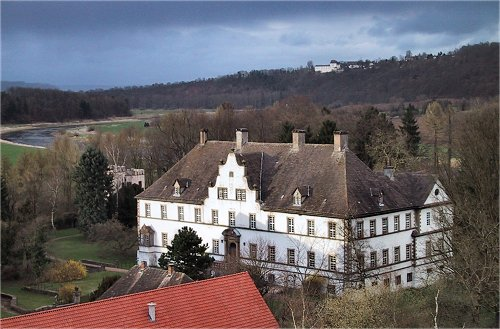
Schloss Wehrden

In den Jahren 1696–99 ließ er ein Landdrostenhaus aus dem 16. Jahrhundert in Wehrden (Weser) von Ambrosius von Oelde zu einer repräsentativen Schlossanlage umbauen. Schon während der Bauarbeiten wohnte er in einem Turm der Anlage, in dem er eine Kapelle zu Ehren des Hl. Antonius einrichten ließ. Die mit ihm entfernt verwandte Dichterin Annette von Droste-Hülshoff schrieb später in diesem Turm ihre, sein Wirken in Wehrden schildernde, Ballade „Der Fundator“.
Am 21. Mai 1704 starb der fast 80-jährige Fürstbischof in seiner Residenz Neuhaus. Sein Neffe und Nachfolger bettete den Leichnam in der Elisabethkapelle im Paderborner Dom unter einem aufwendigen Marmor-Grabdenkmal.
Der Historiker Johann Conrad Pyrach schrieb im 18. Jahrhundert über ihn:

„Er war ein unstrafmäßiger Fürst, ein fleischgewordener Engel, ein Stern der Kirche, die Liebe der Unterthanen und Vater des Vaterlandes.“